# Pajtim Kasami
Pajtim Kasami (Andelfingen, Zürich kanton, 1992. június 2. –) svájci válogatott labdarúgó, posztját tekintve középpályás, az Olimbiakósz játékosa.